# Теремок (сказка)

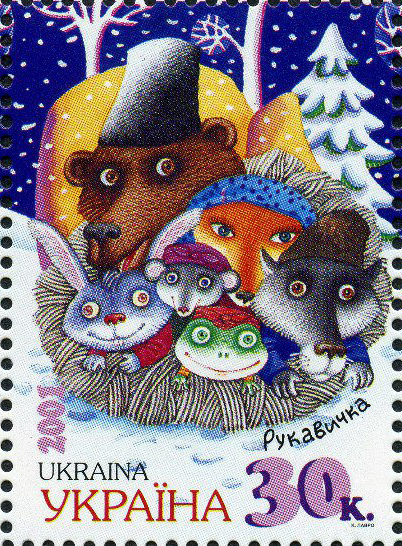
Украинская марка с героями сказки «Рукавичка»

Теремо́к — сюжет русских, украинских и белорусских народных сказок. Другие названия: «Терем мухи», «Терем мышки», «Домок», «Череп-терем», «Звери в решете», «Решето», «Вошиная хата», «Лесной гнёт», «Рукавичка». Существует двадцать пять русских вариантов сказки, украинских — десять, белорусских — три. В фольклор некоторых народов «Терем мухи» перешёл из восточнославянского фольклора. Особенностью латышского, украинского и белорусского вариантов сказки является отсутствие разрушения домика медведем. Сюжет приобрёл особенную популярность благодаря его обработке В. И. Далем, Д. К. Ушинским, А. Н. Толстым, Якубом Коласом, С. Я. Маршаком. «Сказка для чтения и представления» С. Маршака «Терем-теремок» часто идёт на сценах детских театров
В ряде восточнославянских вариантов повествуется о зверушках, забравшихся в потерянную кем-то рукавицу. Особой разновидностью сюжета является белорусская сказка о зверушках, забравшихся в экипаж мухи-хахавки, который везут шесть комаров.
При рассказе детям история сопровождалась жестами: одна полусжатая кисть руки ребёнка символизировала череп или терем, а пять пальцев другой руки выступали в роли животных которые входят друг за другом. Медведем является сам более взрослый рассказчик, который сдавливал оба кулачка ребёнка, после чего заключал того в «медвежье» объятие.
В указателе сказочных сюжетов под номером 283В* «Терем мухи»: в рукавицу (повозку) забираются муха, мышь, заяц, лиса, волк; всех их давит медведь.

## Литературные обработки записей фольклора
Сказка обрабатывалась А. Толстым, М. Булатовым, А. Усачёвым, В. Сутеевым.

## Сюжет

### Русский народный сюжет (оригинал)
Построила муха терем и стала там жить. Далее к ней подселяются блоха-попрыгуха, комар-пискун, мышка-норушка, лягушка-квакушка, зайчик-побегайчик, лисичка-сестричка, волчище — серый хвостище. Но тут приходит медведь косолапый, который не помещается в теремке и поэтому решает жить на крыше, вследствие чего домик рушится. Остальные звери еле спасаются. Стали звери жить в лесу.

### СюжетА. Толстого[источник не указан 2192 дня]
Ехал мужик с горшками и потерял 1. Прилетела муха-горюха и стала там жить. К ней присоединяются комар-пискун, мышка-погрызуха, лягушка-квакушка, заюнок-кривоног, по горке скок, лиса — при беседе краса, волк-волчище — из-за куста хватыш. Однако вскоре приходит медведь и давит горшок, тем самым распугивая зверей.

### Сюжет Д. Буторина (встречается часто)
В поле стоит теремок. Мимо пробегает мышка-норушка и решает, что теперь это её домик. Вскоре с ней вместе начинают жить лягушка-квакушка, зайчик-побегайчик, лисичка-сестричка, волчок-серый бочок. Однако мимо проходит медведь косолапый и разрушает теремок. Звери остаются целы и невредимы, начинают строить новый теремок. И выстраивают лучше прежнего!

### Сюжет И. Огорельцев (встречается крайне часто)
В лесу стоял грибок-теремок. Начался дождь. Муравей промок и решил спрятаться под грибом. К нему присоединяются мотылек, мышка, воробей, заяц. Лисица же отказывается укрыться под грибком-теремком. Звери думают, что их дом волшебный от того, что он быстро растет, но «мышка» говорит, что это из-за дождя. Звери радуются, какой у них замечательный дом, который растет под дождем.

### Сюжет В. Сутеева
«Летала Муха по лесу, устала, присела на веточку отдохнуть и вдруг увидела: среди леса в густой траве стоит… терем-теремок!» И решила Муха жить в этом теремке. Вскоре к ней приходят Мышка-Норушка, Лягушка-Квакушка, Петушок — Золотой Гребешок и Зайчик-Побегайчик. Медведь тоже хочет жить в теремке. Он лезет на крышу и ломает домик. Однако «косолапый» извиняется за своё деяние и звери его прощают. Затем они все вместе строят новый теремок, в котором остаётся место ещё и для гостей!
И они построили новый теремок где поместились все и могло поместиться даже больше.

### Сюжет В. Бианки
Стоял в лесу толстый-претолстый, старый-престарый дуб. Прилетел дятел и выдолбил в дубе дупло. И поселился в нём. Дуб крошится и крошится, дупло становится шире и шире. На третий год дятла прогоняет из дупла скворец. На третий год после того скворца из дупла прогоняет сыч. Далее жителями неуклонно расширяющегося дупла становятся последовательно белка, куница, пчелиный рой — и наконец, вконец прогнивший дуб намеренно разламывает пополам медведь.
Также есть версии про пенёк и лошадиный череп (остов).

### Сюжет М. Татаринова
Стоял в лесу теремок и жили в нем представители нечистой силы, с годами теремок износился и решили лесные духи построить на его месте новый терем, но как бывает в жизни, стройка вызвала много споров и пересудов и, пока все лесные обитатели спорили, теремок развалился.   Сказка адресована уже взрослым мальчикам и девочкам и обращает внимание на проблемы современных взаимоотношений в обществе. 

## Основные характеристики
- Наделение внутреннего пространства теремка некоторой активностью (гостеприимство, уступчивость).
- Равнодушие к особенностям теремка: его форме, предыстории и т. д.
- Безразличие к происходящему внутри и снаружи теремка.
- Обязательное присутствие прозвищ персонажей.
- Выстраивание персонажей по весу, от самого маленького — к самому большому.
- Гиперболизация вместимости внутреннего пространства теремка.
- Медведь в роли разрушителя.
- Ограниченность сюжета сказки моментами появления и разрушения теремка (сказочное действие располагается между этими точками); безразличие к судьбе персонажей до и после[4] этих границ.

## Экранизации и постановки
- «Теремок» — рисованный мультфильм 1937 года.
- «Теремок» — рисованный мультфильм 1945 года.
- «Грибок-теремок» — рисованный мультфильм 1958 года.
- «Терем-теремок» — мультфильм 1971 года по сценарию В. Сутеева.
- «Теремок» — кукольный мультфильм 1995 года.
- «Теремок» — опера.